# Секновение
Секновение е празник в българския народен календар, честван на 29 август. В различните региони на България е познат и с имената Секновенѐ, Обсичане, Иван Обсечен, Свети Иван с отсечената глава, Иван Коприван, Църн свети Йован. На този ден българската православна църква почита паметта на св. Йоан Предтеча (Кръстител), наказан с отсичане на главата от юдейския цар Ирод Антипа.
Според народните представи този ден отбелязва края на лятото – на него денят и нощта стават равни по времетраене („осичат се“) и след него започва да застудява; водата в изворите и реките също застудява и става неподходяща за къпане. На този ден змиите и гущерите се прибират да зимуват в пещерата на змийския цар, намираща се накрай света. Освен влечугите, на този ден змейовете, самодивите, самовилите, русалките и др. също се прибират в своите зимовища накрай света. Вярва се, че след Секновение по земята няма нито вредоносни влечуги, нито змейове и самодиви.
В народните вярвания този ден се смята за един от най-лошите. Актът на отсичането на главата на светеца и пролятата кръв обуславят съществуването на различни забрани през този ден, чието спазване се следи строго. Не се работи никаква работа против порязване и рани. Забраняват се и яденето на червени плодове и зеленчуци, както и пиенето на червено вино. Следи се на какъв ден от седмицата се пада празникът и този ден се почита през цялата година – спазват се забрани, не се подхваща нова работа (особено ако е понеделник) и т.н. (Ямболско, Търновско, Казанлъшко, Троянско, Тревненско и др.).
В района на Велес този празник се нарича „Църн свети Йован“ и на него, както и през дните от седмицата, съответстващи на деня, в който се е паднал празникът, не се кроят и шият никакви дрехи, защото, който ги облече, ще бъде сполетян от нещастия.